# Marston (Oxfordshire)
Marston – dzielnica miasta Oksford, w Anglii, w hrabstwie Oxfordshire, w dystrykcie Oksford. Leży 4 km na północny wschód od centrum Oksfordu i 83 km na zachód od Londynu. W 2011 roku dzielnica liczyła 6259 mieszkańców. Składa się z Old Marston na krańcach miasta oraz New Marston.